# Virginia Capes

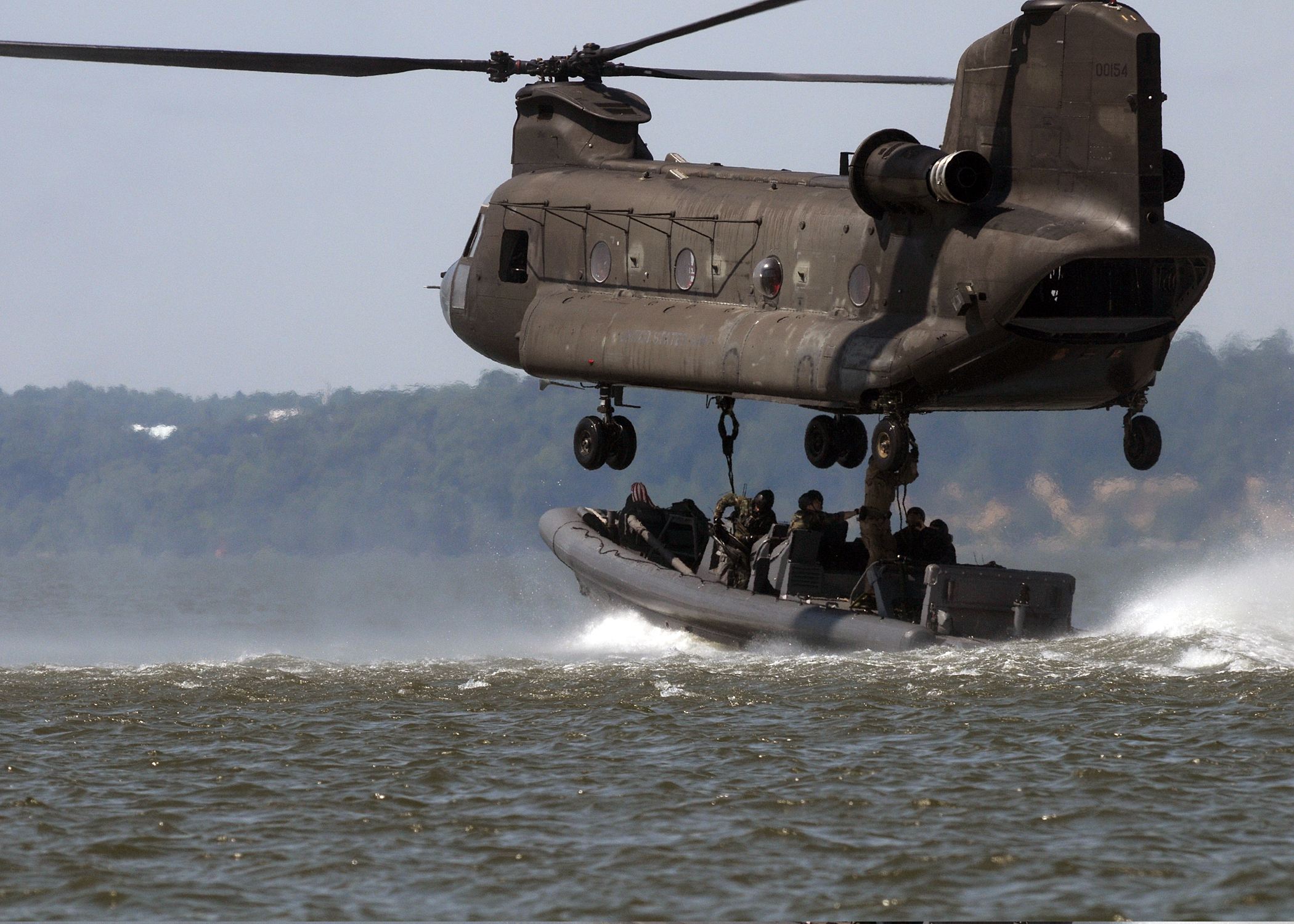
Helikopter Boeing CH-47 Chinook podczas ćwiczeń w pobliżu Virginia Capes

Virginia Capes to dwa przylądki wyznaczające wejście do Zatoki Chesapeake, Cape Charles od północy i Cape Henry od południa, na wschodnim wybrzeżu Ameryki Północnej. Odległość między przylądkani wynosi 37 kilometrów.
W historii Stanów Zjednoczonych Zatoka Chesapeake, a wraz z nią oba przylądki, odgrywała ważną rolę strategiczną, szczególnie w czasie zmagań z Brytyjczykami podczas amerykańskiej wojny rewolucyjnej, kiedy to stoczona została decydująca dla losów 13 kolonii morska bitwa w Zatoce Chesapeake.
W okresie późniejszym, ze względu pa położenie wielkich stoczni US Navy w miejscowościach Norfolk i Newport News, okolice przylądków były (i są) wykorzystywane jako obszar pierwszych prób morskich nowo zbudowanych statków i okrętów. Przed wybuchem I wojny światowej tereny obu przylądków zostały wykupione przez US Army celem umieszczenia tam dział obrony wybrzeża, dla zapobiegania wdzieraniu się w głąb zatoki nieprzyjacielskich okrętów.
Klimat przybrzeżnych wód Wirginii jest zdecydowanie ciepły. Średnie temperatury dzienne w zimie rzadko spadają poniżej 10 stopni Celsjusza, a w nocy 3 °C, jednak zimne wiatry wiejące z ujść licznych rzek wpadających do zatoki powodują, że odczuwalne temperatury są znacznie niższe. Letnie temperatury wahają się od 30 °C w ciągu dnia do 20 °C nocą. Obszar między przylądkami, szczególnie w lecie, charakteryzuje znaczne nawilgocenie, co powoduje częste zamglenia.